# Astor cantaire bec-roig
L'astor cantaire bec-roig (Melierax metabates) és una espècie d'ocell de la família dels accipítrids (Accipitridae). Habita zones boscoses i arbustives d'Àfrica, principalment subsahariana però també al sud-oest del Marroc, absent de les zones de selva i les excessivament àrides. El seu estat de conservació es considera de risc mínim.